# Jónas Hallgrímsson
Jónas Hallgrímsson (Hraun, 16 novembre 1807 – Copenaghen, 26 maggio 1846) è stato un poeta islandese.
È considerato uno dei maggiori esponenti del romanticismo nel suo Paese.

## Biografia
Nacque nella fattoria Hraun presso Öxnadalur (che oggi fa parte del Comune di Hörgársveit) da Hallgrímur Þorsteinsson e Rannveig Jónasdóttir e fu il terzo di quattro fratelli.
La sua famiglia si trasferì a Steinsstaðir quando aveva un anno. All'età di nove anni, in seguito alla morte di suo padre (affogato nel Hraunsvatn), si trasferì dalla zia materna a Hvassafell nell'Eyjafjörður.
Nel 1823 cominciò i suoi studi a Bessastaðir prima di trasferirsi in Danimarca per studiare legge, scienze naturali e letteratura all'Università di Copenaghen nel 1829.
Nel 1835 fu tra i fondatori della rivista Fjölnir da cui lui ed altri poeti nazionalisti cercavano di svegliare un sentimento d'orgoglio nazionale nei cuori degli islandesi per farli rivoltare contro la dominazione danese. Fu sulle colonne di Fjölnir che pubblicò la maggior parte delle sue poesie, tra cui il suo famoso poema patriottico Ísland.
Nel 1837 ottenne il finanziamento del governo danese per tornare in Islanda ad effettuare esplorazioni e ricerche scientifiche e vi rimase fino al 1842.
Tornato a Copenaghen, morì nel 1845 a causa di un avvelenamento del sangue dopo il suo rifiuto di farsi curare in ospedale per la frattura di una gamba.

## Poetica
Jónas è considerato uno dei padri fondatori del romanticismo in Islanda. Tema ricorrente nelle sue poesie fu la descrizione del paesaggio islandese. È noto anche per aver introdotto nella poesia islandese dei metri stranieri, come il pentametro. Fu molto critico nei confronti del rímur, il tradizionale poema epico islandese che prevedeva metri e frasi stereotipati e cercò di purificare il tradizionale linguaggio della sua poesia, come William Wordsworth aveva fatto con l'inglese.
Molte sue composizioni, come ad esempio Heiðlóarkvæði o Álfareiðin, furono in seguito messe in musica e sono oggi considerati canti tradizionali islandesi.
All'attività di poeta affiancò una lunga opera di traduzione e adattamento di opere straniere in islandese, in particolare di Heinrich Heine e Hans Christian Andersen, autori da lui molto apprezzati.